# محمد فهمي الشنطي
محمد فهمي الشنطي واسمه محمد فهمي بن عبد الله بن حسين بن يحيى بن محمد بن حسن الشنطي الحسني، وُلد في مدينة يافا في فلسطين بتاريخ  13 مارس 1927، وتوفي في مدينة عمان بتاريخ 10 مارس 2017.

## دراسته
تلقى تعليمه العالي في جامعة الأزهر- كلية أصول الدين وهي مختصة بالعلوم العقلية والفلسفية من منطق وفلسفة وعلم الكلام وعلم الأخلاق والنفس وتاريخ وأدب البحث والمناظرة وعلم التفسير والحديث.

 نال الشهادة العالية عام 1950 ثم درس في كلية اللغة العربية ونال شهادة «العالمية» مع الإجازة في التدريس عام 1952، ثم حصل على دبلوم الصحافة ثم درس الأدب العربي ونال شهادة الدكتوراة.

## عمله في التعليم
بعد تخرجه عمل مدرساً بالقاهرة من عام 1951-1955 ثم عاد إلى القدس عام 1955 وعمل مدرساً للغة العربية عامي 1956 و 1957 ثم انتدب للتعليم في المملكة الليبية المتحدة عام 1957 وفي عام 1958 انتقل إلى العمل في مصلحة المطبوعات الاتحادية معلقاً سياسياً إلى عام 1959 ثم عاد إلى القدس وعمل استاذاً بكلية الأمة عام 1959 وفي عام 1960 انتدب للعمل استاذاً لتكوين الأطر بالمملكة المغربية فعين استاذا للغة العربية بمدرستي المعلمين والمعلمات حتى عام 1977 بالدار البيضاء وفي عام 1979 انتدب للتعريب في كلية الهندسة بالدار البيضاء وفي عام 1986 عين استاذاً للغة العربية في المدرسة العليا للأساتذة حتى عام 1987 حيث أحيل إلى التقاعد.

## نشاطه في التأليف
- كتاب «من الصميم» طبع بالقاهرة [2]
- كتاب «بحوث كلامية»
- «النصوص العامة للثقافة وتكوين الأطر» طبع بالدار البيضاء وقد قررته بعض المدارس الثانوية[3][4]
- «النحو السهل» ثلاثة أجزاء طبعت في الدار البيضاء[5][6]
- تحقيق ومراجعة لكتاب شعري في التصوف (الواضح المنهاج في نظم ما في التاج لابن عطاء السكندري) وطبع في المغرب[7]
- ألف كتاباً حول حِكم المتنبي استخرجها من ديوانه (حكم المتنبي) مع شرح لمفرداته
- كتاب (شخصية المتنبي من خلال حكمه)
- ألف كتاب عن الحكمة، شرح معانيها ومصادرها
- كتاب الحكمة عند الأمم القديمة ومقارنتها بالحكم العربية
- كتاب (الحكمة عند شعراء العصر العباسي الأول) 3 أجزاء، تناول فيه نحو ثلاثين شاعراً عباسياً
- كتاب (الحكمة في العصر الجاهلي والمخضرم)
- كتاب (الوقوف على الأطلال)
- كتاب (التكسب بالشعر)
- كتاب (فضائل القرآن وبعض سوره)
- كتاب (الشرح الوافي لكلمات القرآن الكريم)
- كتاب (الشرح الوجيز لكلمات الكتاب العزيز)
- كتاب من أربعة أجزاء بعنوان (كلمات مضيئة)
- كتاب (أنابيش تراثية)
- كتاب (سبيل الرشد)
- كتاب (إبراهيم الشنطي الصحافي المناضل)
- كتاب (أشتات)
- كتاب (خطب الجمعة)
- كتاب (هذا هو الإسلام)
- كتاب (المؤمنون والكافرون)
- كتاب (أهل الكتاب في القرآن)
- كتاب (القسم في القرآن)

وألقى محاضرات عدة في مختلف الأماكن والموضوعات.

## نشاطه الصحفي
نشر عدة مقالات في الصحف وأشرف على صفحات خاصة في بعضها كصحيفة الدفاع وجريدة الشعب وجريدة المساء وجريدة الشرق الأوسط ورسالة الأمة والعَلَمْ إلى جانب المقالات التي نشرها في صحف الأردن وليبيا والمغرب حول شتى الموضوعات الوطنية والدينية وغيرها.

## نشاطه الاجتماعي
أسهم في النشاط الاجتماعي في فلسطين والمغرب ومصر واشترك في بعض النوادي والجمعيات وترأس جمعية إحياء شعائر الإسلام ونادي الإخاء العربي بيافا وجمعيات طلابية بمصر وشارك في التوعية حول القضية الفلسطينية بالمغرب.
اختير لإلقاء خطب الجمعة في الدار البيضاء عشر سنوات وكان الخطيب الوحيد من أصل غير مغربي يضطلع بهذه المهمة واختير مديراً عاماً لجمعية الأيتام الإسلامية بالدار البيضاء ورئيساً لنادي رياضي باسم نادي الأبطال بمدينة الجديدة.

## نشاطه التعليمي
أسس ست مدارس خاصة بالدار البيضاء وكان رئيساً عاماً لمجلس ادارتها ومدير لبعضها وما زال يمد المكتبة العربية بتآليفه المختلفة.